# さいたま市立漫画会館
さいたま市立漫画会館（さいたましりつまんがかいかん）は、埼玉県さいたま市北区盆栽町にある美術館である。「日本の近代漫画の先駆者」・「日本初の職業漫画家」とされる漫画家、北澤楽天の晩年の居宅跡に1966年（昭和41年）11月に開館した。公立美術館として日本初となる、漫画を主な収蔵品とするマンガ・アニメミュージアムとして知られる。入館は無料。

## 歴史
北澤楽天は1876年（明治9年）、大宮宿の旧家の四男として生まれた。楽天は、福澤諭吉に見出されて『時事新報』の風刺漫画や『東京パック』のカラー漫画などを手掛け、「日本の近代漫画の祖」と言われた。
1948年（昭和23年）、72歳の時に東京から父祖の地である大宮市（現在のさいたま市）に転居することになり、大宮盆栽村のこの地に自宅を構え、「楽天居」と名付けて晩年を過ごす。1955年（昭和30年）、79歳でこの世を去ると大宮市は楽天を名誉市民に推挙して、「大宮市名誉市民」の第1号とした。
楽天には子供が授からず、養子を迎えることもしなかったため、著作権の散逸を憂いた夫人のいのは、1959年（昭和34年）に作品とその著作権、愛用の品、楽天居の敷地を大宮市に寄贈。1966年（昭和41年）9月29日、楽天居跡に大宮市立漫画会館として落成、同年11月に開館した。
2001年（平成13年）5月、合併によるさいたま市の設置により現在の名称となる。
2007年（平成19年）度、日本漫画家協会から当館における一連の活動が評価され日本漫画家協会賞の特別賞を受賞した。

## 展示内容
楽天の晩年の居宅である「楽天居」の画室が移築され、常設展示室では楽天の作品が展示されている。企画展示室では、収蔵品展・他の漫画家の企画展・さいたま市主催の公募漫画展「北沢楽天漫画大賞」の作品展などが開催される。2階の漫画資料室では土曜・日曜・祝日と夏休み期間中に蔵書を公開している。

## 開館時間・休館日
開館時間
- 午前9時 - 午後4時

休館日
- 月曜日（国民の祝日を除く）、年末年始

## アクセス
- 宇都宮線（東北本線）土呂駅東口より徒歩15分
- 東武野田線（東武アーバンパークライン）大宮公園駅から徒歩5分